# ステビア
ステビア（学名：Stevia rebaudiana ）は、パラグアイをはじめとする南アメリカ原産のキク科ステビア属の多年草。草丈は50cmから1m前後、茎は白い細毛に覆われている。夏から秋にかけて、枝先に白い小花を咲かせる。アマハステビアという別名も存在する。

## 用途

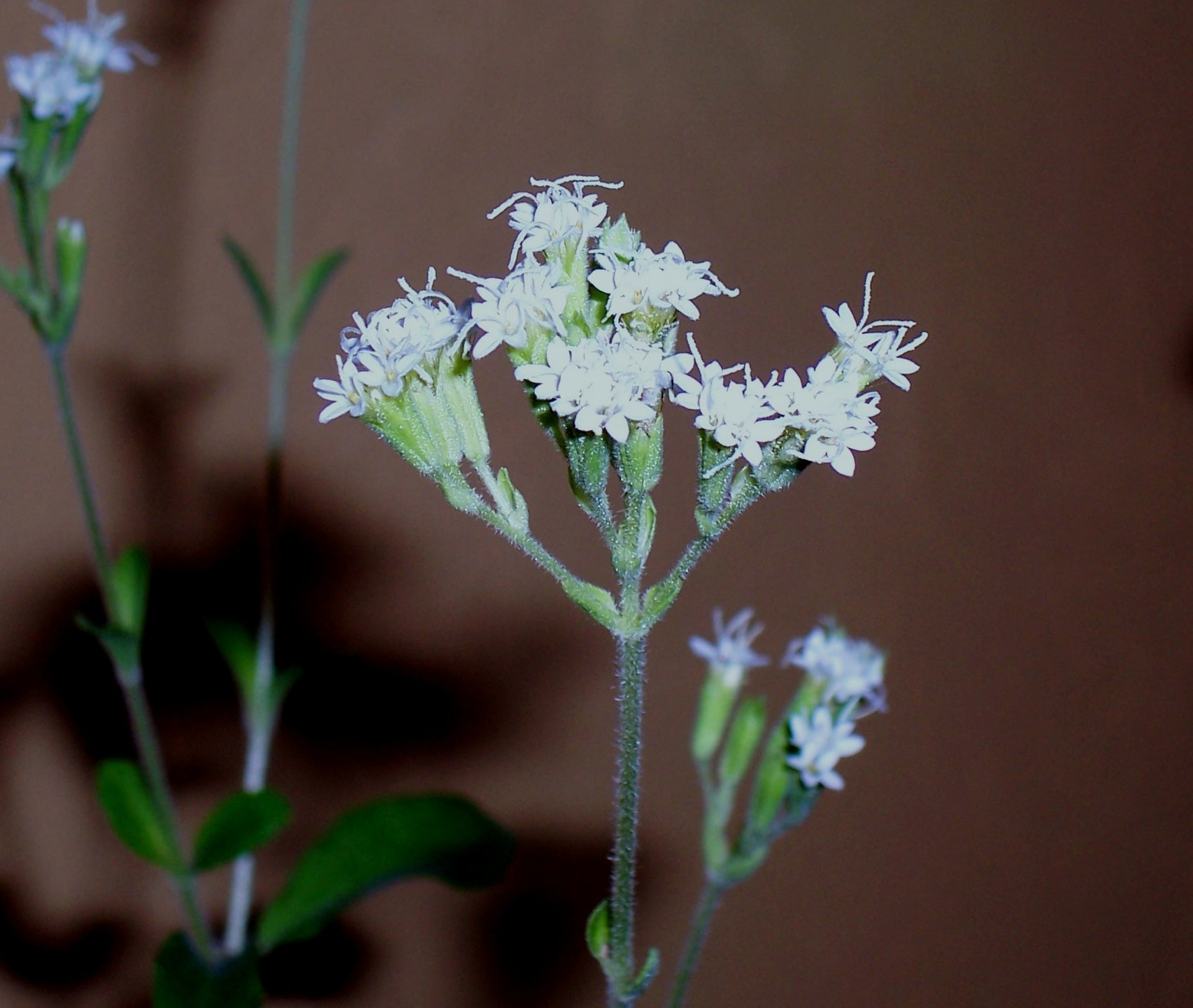
ステビアの花

### 甘味料として
ステビアは甘味成分として、ステビオシドやレバウディオサイドAといったテルペノイドの配糖体を含んでいるため、甘味料として用いられる。なお、ステビオシドは「ステビオサイド」とも呼ばれる。ステビオシドはショ糖の300倍の甘味度を持ち、原産国の1つであるパラグアイでは、古くからマテ茶などに甘味を付与するためや薬草として用いられてきた。
現代においても、ダイエット用食品や糖尿病患者用メニューなどに砂糖の代わりとして用いられることがある。
ステビアは1971年に大阪の守田化学工業によって世界で初めて商品化された。甘い味の醤油が好まれる九州地区向けの醤油には各メーカーがステビアを用いることも多い。また1990年には大塚製薬の清涼飲料水である「ポカリスエット ステビア」が発売された。
2007年6月にアメリカの大手食品メーカーであるザ コカ・コーラ カンパニーとカーギルが、24の特許を申請し、ステビア甘味料の販売を行うことが発表された。
また、ザ コカ・コーラ カンパニー、および同じく飲料大手のペプシコ・インク、サントリー食品インターナショナル、アサヒ飲料などが、ステビアを使った一部の炭酸飲料を含む清涼飲料、および缶コーヒー（2015年9月現在の時点においてはアサヒ飲料の「WONDA」シリーズのごく一部の商品のみが該当）が現在発売されている。

#### 動態
動物実験によれば、経口投与されたステビオシドは小腸では吸収されず、腸内細菌によってステビオールに分解される。このステビオールは最終生成物であり、構造を変えずに排出される。

#### 食品添加物としての認可状況
ステビアの抽出物が食品添加物として認可されている国は、2008年12月までは、日本、ロシア、台湾、マレーシア、ブラジル、韓国などである。
これに対して、アメリカ合衆国、EU諸国、シンガポール、香港などでは既存の甘味料業界のロビー活動 (Sugar Lobby) により認められていなかった。このためにステビア抽出物を甘味料として使用した日本のインスタント食品や清涼飲料水、スナック菓子などが、それらの国で販売禁止になったり、撤去されたことがある。アメリカ合衆国では、1994年からサプリメントとしては認めていた。その後、アメリカ食品医薬品局 (FDA) は2008年12月18日までに、シカゴにある甘味料大手メリサントが承認の申請をしたステビア甘味料「ピュアビア」、およびミネソタ州の穀物商社カーギルが申請したステビア甘味料「トゥルビア」を承認した。
なお、2003年3月に日本が中心となり、厚生労働省を通じてJECFA（ジェクファ：FAO/WHO合同食品添加物専門家会議）へ申請し、2004年6月には、ステビア甘味料の暫定ADI（1日摂取許容量）が設定された。2007年6月には正式なADIが定められた。

### その他の用途
ステビアは、ブラジル及びパラグアイの先住民グアラニー族が単に甘味料として用いるだけでなく、医療用として、心臓病、高血圧、胸焼け、尿酸値を低くするなどの目的で使用してきた。グアラニー族にとっては、ステビアは神聖な植物であり、崇拝の対象であった。現代でも、糖尿病や高血圧の治療や健胃剤、二日酔い、精神的疲労に対する強壮剤として利用されている。
他にも、原産国の1つであるパラグアイでは、古くから整腸剤として、また美容のために全身に塗ったり、防虫剤としても利用された。このこともあり、現在では、ステビアの茎の部分を主原料とし、発酵後に数年間熟成させた健康飲料や化粧品への応用もされている。
なお、ペルーの先住民は避妊に使用したとされるが、その後の研究で避妊効果は否定された。

## 研究
マイワシ油を使った抗酸化力の実験では、ステビアの茎を熱水抽出したものは、緑茶の5倍以上の抗酸化力が証明された。この他、ヒスタミンの解毒作用も確認されている 。

### 糖尿病
2006年5月25日から27日に行われた「第49回日本糖尿病学会年次学術集会」にて、千葉大学薬学部の研究グループにより、ステビアが2型糖尿病の原因の1つである「インスリン抵抗性」を細胞レベルで改善する可能性があるという、自然抽出物では世界初めての発表があった。 

### C型肝炎
消化器系研究に関して最高権威である米国消化器病学会週間（DDW2008）では、C型肝炎ウイルスの抑制について発表された。
HCVレプリコンシステム（C型肝炎ウイルス増殖複製システム）を用いての抗ウイルス効果についての解析では、
1. ステビアエキス濃度が高いほどC型肝炎ウイルスを抑制した。
2. そのメカニズムとして細胞内インターフェロン・シグナルの誘導が示唆された。
3. ステビアエキス常用患者において副作用はほとんど見られない。
4. ステビアエキスは安全で効果的なウイルス薬になる可能性がある。

との結論が導き出された研究結果が米国肝臓学会で演題採択され、米国消化器病学会週間で公開された。